# Discestra schawyra
Discestra schawyra là một loài bướm đêm trong họ Noctuidae.